# 比利亞埃韋
47°38′14″N 30°33′34″E / 47.63722°N 30.55944°E
比利亞埃韋（烏克蘭語：Біляєве）是烏克蘭的村落，位於該國南部尼古拉耶夫州，由弗拉季伊夫卡區負責管轄，始建於1897年，面積0.62平方公里，海拔高度80米，2001年人口52，人口密度每平方公里83.9人。